# Halte là!
Albums de Au Bonheur des Dames
Coucou maman
(1975) Jour de fête
(1987)
Halte là! est le troisième album du groupe français Au Bonheur des Dames sorti en 1977. Le single 
Valerie et Albert (adaptation de Back in the U.S.S.R.) / Baisse un peu le phono (Are You Ready To Rock) est sorti l'année précédente.

## Titres
1. Elixir Rock (Rock Around the Clock) - 2:30
2. Peppermint Twist - 2:21
3. Intro - 1:00
4. Bambino - 2:34
5. Dernière surprise partie - 2:34
6. Mélange infame - 5:32
7. Maitresse (Runaround Sue) - 2:35
8. Cléopatre (Little Egypt) - 4:32
9. Rock hoquet - 2:20
10. Nous, quand on s'embrasse (High School Confidential) - 2:44
11. Pipicaca - 2:05
12. Je serais demain le maître du monde (That'll Be the Day) - 2:07
13. Nøitatnëserp - 2:22

## Membres actuels
- José Mogador - trompette
- Rudi Muller - guitare
- Roger Rogers - saxophone ténor
- Rita Brantalou - guitare
- Sergio Pontoise - piano
- Olaf Teurchev - basse
- Alonzo Canapelli - batterie
- Eddyck Ritchell - chant